# Cornelis Andriessen
Cornelis (Cees) Andriessen (Hilversum, 28 januari 1865 – aldaar, 22 januari 1947) was een Nederlands componist, dirigent, organist en pianist. Hij was de jongere broer van Nicolaas Hendrik Andriessen en oom van de componisten Willem Andriessen en Hendrik Andriessen.

## Levensloop
Andriessen kreeg les in muziektheorie, orgel en piano van zijn vader Cornelis Andriessen (1815-1893). Zijn opleiding als componist en dirigent genoot hij bij Richard Hol en Bernard Zweers.
In Hilversum dirigeerde hij het Toonkunstkoor en het koor van de plaatselijke Sint-Vituskerk. Als componist schreef hij vooral werken voor orkest, een requiem, vocale muziek en kamermuziek en het meeste ervan werd in 1964 aan de Muziekbibliotheek van de Omroep aangeboden en is in haar collectie opgenomen.

## Composities

### Werken voor orkest
- 1902 Carausius, symfonisch gedicht voor groot orkest
- 1908 In Gooilands dreven, voor groot orkest
- 1910 Aan Zee, dramatisch schets uit het zeemansleven voor solisten en groot orkest
- 1914 Tema con variazioni quasi una fantasia, voor piano en orkest
- De grote repetitie van Cleopatra, parodistisch muziekdrama
- Een kleine Suite, voor strijkorkest
- Jan van Schaffelaar, voor solisten, mannenkoor en orkest
- Fantasie op een boerendans
- Stemmingsbeelden
- Variatiën op een Noorsch volkslied, voor cello en orkest
- Feest in 't bosch, voor bariton en orkest - tekst: Marie Metz-Koning
- Gooiland, voor bariton en orkest - tekst: J.A. de Rijk
- De harp, voor tenor en orkest
- Werkelijkheid, voor bariton en orkest - tekst: Hélène Swarth

### Missen en andere kerkmuziek
- Requiem

### Vocale muziek

#### Werken voor koor
- Nederland en de zee, voor mannenkoor
- Recht door zee, voor mannenkoor
- Licht, voor mannenkoor

#### Liederen
- De beminde naam, voor zangstem en piano
- Drie liederen, voor zangstem en piano
- Mijn, voor zangstem en piano - tekst: Hélène Swarth
- Vier liederen, voor middenstem en piano
- Zaans liedeke, voor zangstem en piano - tekst: Nicolaas Beets
- Feest in 't bosch, voor middenstem en piano - tekst: Marie Metz-Koning

### Kamermuziek
- Menuette, voor viool en piano, op. 10
- Scherzo, voor viool en piano, op. 11
- Sonate, voor viool en piano
- Trio, voor viool, cello en piano

### Werken voor piano
- Albumblaadje
- Romance, op. 9
- Twee sonates